# Paul Rößler
Paul Rößler (* 1. Juli 1873 in Leipzig; † 29. Juli 1957 in Heidelberg; vollständiger Name: Otto Paul Rößler) war ein deutscher Maler und Restaurator sowie Hochschullehrer.

## Leben
Rößler studierte Malerei an den Akademien in Leipzig und Dresden. Seit 1904 lehrte er als Dozent, ab 1912 als Professor an der Königlich Sächsischen Kunstgewerbeschule Dresden, aus der 1920 die Staatliche Akademie für Kunstgewerbe hervorging, die noch zu Rößlers Lebzeiten in die Hochschule für Bildende Künste Dresden integriert wurde. Einer seiner Meisterschüler war Kurt Wünsche.
1906 wurde Rößler auf der 3. Deutschen Kunstgewerbeausstellung in Dresden mit einer Goldenen Medaille ausgezeichnet.
Rößler war Mitglied im Deutschen Künstlerbund und seit spätestens 1913 im Deutschen Werkbund. Ende der 1920er Jahre war er Zweiter Vorsitzender der Künstlervereinigung Dresden. In der Zeit des Nationalsozialismus war er obligatorisch Mitglied der Reichskammer der bildenden Künste.
Das Dresdner Adressbuch verzeichnet ihn 1943/1944 als „Kunstmaler, Prof. a. d. Akademie f. Kunstgewerbe“ mit den Adressen Münchner Str. 18 und Arbeitsraum Güntzstr. 34.

## Werke
- um 1902?: Farbverglasungen in den zwei Fensterrosen der Friedhofskapelle auf dem Johannisfriedhof in (Freital-)Deuben
- um 1906: Ausmalungen in der Kapelle der Volksheilstätte Albertsberg bei Auerbach im Vogtland
- 1908: neues Altarbild in der Heilig-Geist-Kirche auf der sächsisch-böhmischen Grenze in Weigsdorf (Višňová u Frýdlantu bzw. Wigancice Żytawskie)
- um 1908: Ausmalungen in der Heilig-Kreuz-Kirche in Berlin-Wilmersdorf
- um 1909: Mosaik „Der Lebensbaum“ in der 32. Bezirksschule in Dresden-Neugruna (spätere Polytechnische Oberschule „Paul Gruner“)
- um 1909: Farbverglasungen in den Rundfenstern der Versöhnungskirche in Dresden
- 1910: Ausmalung des Ratsweinkellers im Neuen Rathaus in Dresden
- 1910: Ausmalung der neuen Krypta unter der Busmannkapelle in der Sophienkirche in Dresden
- 1913: Wandmalerei in der Höhne-Villa in Dresden-Loschwitz, Kügelgenstraße 12
- vor 1927: Deckenmalerei im Frühstückszimmer des Hotels Berghof Raupennest bei Altenberg (Erzgebirge)
- 1929: Bleiglasfenster der Apostelkirche in Dresden-Trachau
- 1932: zwei Gemälde „Wissenschaft“ und „Leben“ im Treppenhaus der Deutschen Bücherei in Leipzig
- um 1938: Wandgemälde in der Halle des Verwaltungsgebäudes der Landesbauernschaft Sachsen in Dresden

## Sicher belegte Teilnahme an Ausstellungen in der Zeit des Nationalsozialismus
- 1934: Dresden, Brühlsche Terrasse („Sächsische Kunstausstellung“)
- 1936: Dresden, Brühlsche Terrasse und Städtische Kunsthalle („Kunstausstellung Dresden“)
- 1937: Dresden, Städtische Kunsthalle („Sommerausstellung“ des Deutschen Künstler-Verbands Dresden und der Deutschen Künstlervereinigung Dresden)